# 民主黨 (東帝汶)
民主黨(葡萄牙語: Partido Democrático)是東帝汶的一個政黨，成立於2001年6月10日。目前，該黨之黨員多為在國外留學的年輕一代，以及在印度尼西亚、挪威、葡萄牙、澳大利亚、紐西蘭和美國完成學業的人。民主黨之政治立場為中間主義到中間偏左。

## 歷史
在2001年8月30日舉行的2001年東帝汶議會選舉中，民主黨獲得了8.7%的選票和88個席位中的7個席位，在議會中排名第二，僅次於東帝汶獨立革命陣線。 
在2007年4月的2007年東帝汶總統選舉中，民主黨領袖費爾南多·德·阿勞以19.18%的得票率位居第三。
在2007年東帝汶議會選舉的結果中，民主黨獲得11.30%的選票，名列第四。